# Shenyang Hunters
Gli Shenyang Hunters sono una squadra di football americano di Shenyang, in Cina, fondata nel 2014.

## Dettaglio stagioni

### Tornei nazionali

#### Campionato

##### CBL
| Stagione | regular season | regular season | regular season | regular season | regular season | regular season | playoff | playoff | playoff | playoff | playoff | playoff   | playoff              |
|          | Vin            | Par            | Per            | Tot            | PF             | PS             | Vin     | Per     | Tot     | PF      | PS      | risultato | avversaria           |
| -------- | -------------- | -------------- | -------------- | -------------- | -------------- | -------------- | ------- | ------- | ------- | ------- | ------- | --------- | -------------------- |
| 2015     | 2              | 0              | 1              | 3              | 30             | 42             | -       | -       | -       | -       | -       | -         | -                    |
| 2016     | 1              | 0              | 3              | 4              | 30             | 64             | -       | -       | -       | -       | -       | -         | -                    |
| 2017     | 5              | 0              | 0              | 5              | 142            | 21             | 0       | 1       | 1       | 12      | 24      | Finale    | Shanghai Street Cats |
| 2018     | 4              | 0              | 1              | 5              | 102            | 1              | -       | -       | -       | -       | -       | -         | -                    |
| 2019     | 5              | 0              | 1              | 6              | 178            | 124            | 1       | 1       | 2       | 37      | 54      | Finale    | Nanchang Gun Cavalry |
| Totale   | 17             | 0              | 6              | 23             | 482            | 252            | 1       | 2       | 3       | 49      | 78      |           |                      |

Fonti: Enciclopedia del Football - A cura di Roberto Mezzetti